# Огородники (Брестский район)
Огоро́дники (бел. Агароднікі) — деревня в Брестском районе Брестской области Белоруссии. Входит в состав Лыщицкого сельсовета.

## История
В письменных источниках упоминается с XVI века как поселение малоземельных крестьян (огородников) в Брестском повяте и воеводстве ВКЛ.
После 3-го раздела Речи Посполитой — в составе Российской империи, с 1801 года — Гродненской губернии, входила в состав имения Остромечево. В 1846 году — 12 дворов, принадлежала госпоже Лобановской.
В 1860 году — 234 ревизские души, входила в состав имения Ставы, которым владела графиня Красина.
В 1890 году крестьяне входили в состав Остромечевского сельского общества, которому принадлежало 363 десятины земли. Действовали кладбищенская православная церковь и школа грамоты.
В 1905 году — деревня Лыщицкой волости Брестского уезда Гродненской губернии.
После Рижского мирного договора 1921 года — в составе гмины Лыщицы Брестского повята Полесского воеводства Польши, 11 дворов. Недалеко от деревни располагалась одноимённая колония (21 двор, 129 жителей).
С 1939 года — в составе БССР. В 1940 году — 28 дворов.
До начала Великой Отечественной войны в Огородниках дислоцировались 41-й отдельный моторизованный инженерный батальон 6-го механизированного корпуса и 4-й понтонно-мостовой батальон 4-й танковой дивизии. 22 июня 1941 г. в 04.15 часов по ним открыл огонь 29-й артиллерийский полк немецкого вермахта, вследствие чего деревня сгорела.